# Champéon
Champéon é uma comuna francesa na região administrativa da Pays de la Loire, no departamento de Mayenne. Estende-se por uma área de 21,15 km². Em 2010 a comuna tinha 596 habitantes (densidade: 28,2 hab./km²).